# Rue Sadi-Lecointe
La rue Sadi-Lecointe est une voie du 19e arrondissement de Paris, en France.

## Situation et accès
La rue Sadi-Lecointe est une voie publique située dans le 19e arrondissement de Paris. Elle débute au 40, rue de Meaux et se termine au 119, avenue Simon-Bolivar.

## Origine du nom
Elle porte le nom de Joseph Sadi-Lecointe (1891-1944), aviateur français qui a établi plusieurs records du monde d'altitude et de vitesse, et résistant.

## Historique

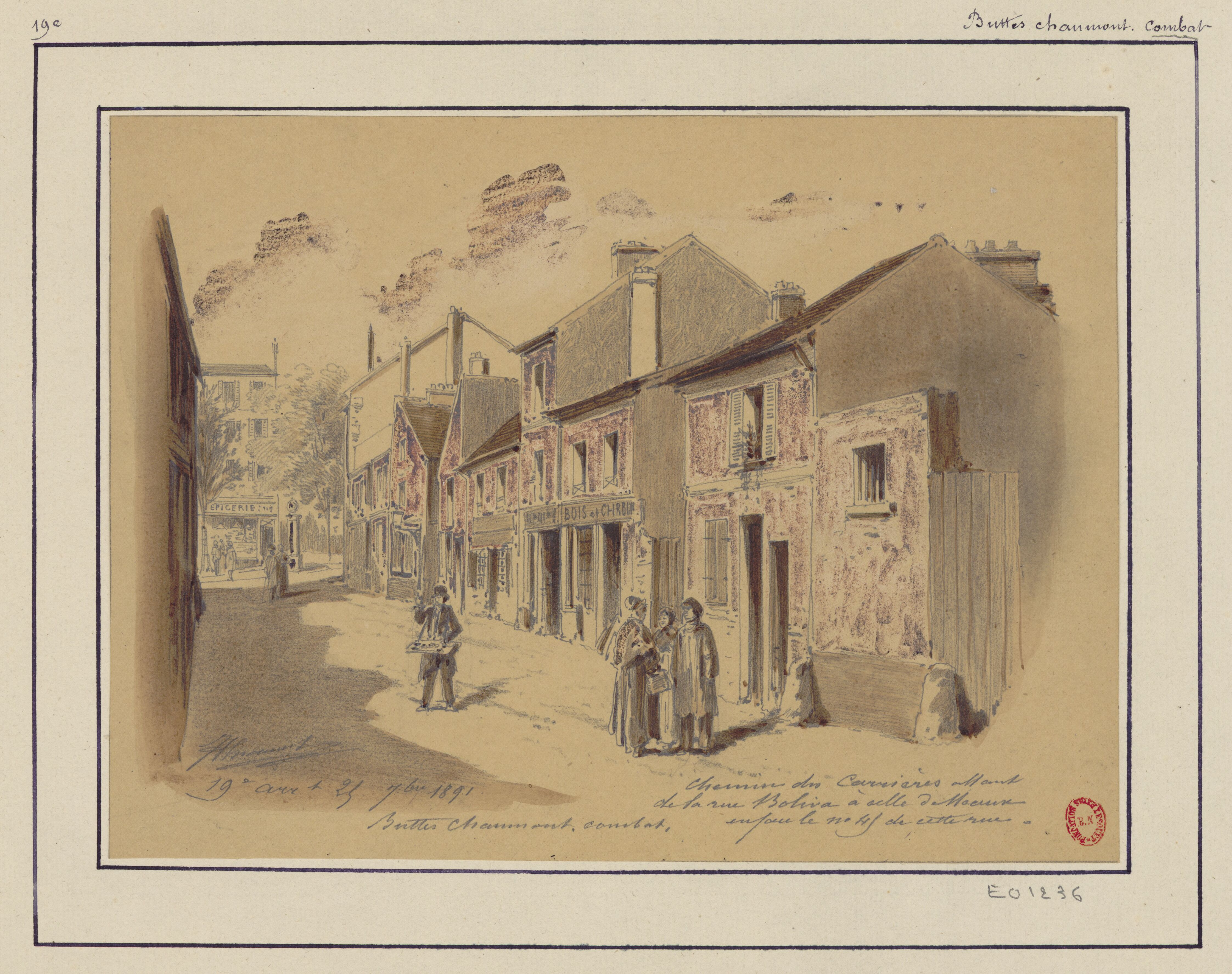
Le chemin des Carrières en 1891 (dessin de Jules-Adolphe Chauvet).

Cette voie dénommée précédemment « chemin des Carrières » est classée dans la voirie parisienne par un arrêté du 9 juin 1931 et prend sa dénomination actuelle par un arrêté du 5 septembre 1955.
La Citroën C3 des terroristes du 7 janvier 2015 est immobilisée et abandonnée rue Sadi-Lecointe. Ils volent une Renault Clio en extirpant et en menaçant le conducteur et prennent à nouveau la fuite en direction de la porte de Pantin, où leur trace se perd.